# Torroella de Fluvià (kommunhuvudort)
Torroella de Fluvià är en kommunhuvudort i Spanien.   Den ligger i provinsen Província de Girona och regionen Katalonien, i den östra delen av landet, 600 km öster om huvudstaden Madrid. Torroella de Fluvià ligger 11 meter över havet och antalet invånare är 449.
Terrängen runt Torroella de Fluvià är platt.Runt Torroella de Fluvià är det ganska glesbefolkat, med 32 invånare per kvadratkilometer. Närmaste större samhälle är Figueres, 12,0 km nordväst om Torroella de Fluvià. Trakten runt Torroella de Fluvià består till största delen av jordbruksmark.